# Maqasid
En jurisprudence islamique, les maqasid (مقاصد الشريعة, maqasid al-sharia, litt. les objectifs de la voie) sont les objectifs ou les finalités de la loi islamique. Ils représentent les buts fondamentaux que le droit cherche à réaliser pour le bien-être des individus et de la société. Ces objectifs sont souvent résumés en cinq principes : la protection de la religion, de la vie, de l'intellect, de la descendance et des biens. 

## Histoire et développement
L'idée des maqasid a été développée par le théologien Mohamed Tahar Ben Achour.

## Les cinq objectifs fondamentaux
Les cinq maqasid principaux sont généralement les suivants:
1. Protection de la religion (حفظ الدين): Cela inclut le droit de pratiquer librement la religion et la protection des lieux de culte.
2. Protection de la vie (حفظ النفس): Cela englobe le droit à la vie et les mesures pour garantir la sécurité physique des individus.
3. Protection de l'intellect (حفظ العقل): Cela comprend la promotion de l'éducation et la protection contre les influences qui pourraient nuire à la santé mentale.
4. Protection de la descendance (حفظ النسل): Cela implique la protection de la famille et des générations futures, y compris le droit au mariage et à l'éducation des enfants.
5. Protection des biens (حفظ المال): Cela inclut le droit à la propriété et la protection contre le vol et la fraude.

## Application dans la jurisprudence islamique
Les objectifs maqasid jouent un rôle crucial dans l'étude et le discernement de la jurisprudence fiqh. Les érudits utilisent ces principes pour interpréter les textes sacrés de manière à promouvoir la justice, l'équité et le bien-être général. Par exemple, lorsqu'une règle spécifique semble causer du tort ou de l'injustice, les juristes peuvent réévaluer cette règle à la lumière des maqasid pour trouver une solution plus appropriée.

## Débats
La notion des objectifs a suscité des débats parmi les érudits et les penseurs contemporains. Certains soutiennent que cette approche permet une flexibilité et une adaptabilité nécessaires à la modernité, tandis que pour une vision plus fondamentaliste, elle pourrait conduire à des interprétations absentes de l'intention divine.